# Aloinopsis spathulata
Aloinopsis spathulata là một loài thực vật có hoa trong họ Phiên hạnh. Loài này được (Thunb.) L.Bolus mô tả khoa học đầu tiên năm 1954.